# Alwin Uber

Alwin Uber

Alwin Uber (* 24. Oktober 1884 in Kauder, Landkreis Jauer; † zum 31. Dezember 1946 gerichtlich für tot erklärt) war ein deutscher Politiker (NSDAP).

## Leben und Wirken
Nach dem Besuch der Volksschule gehörte Alwin Uber von 1903 bis 1906 dem Ulanen-Regiment 10 an. Von 1914 bis 1918 nahm er am Ersten Weltkrieg teil, in dem er mit dem Eisernen Kreuz II. Klasse ausgezeichnet wurde. Nach dem Krieg ließ er sich als Bauer in Kauder nieder.
In den 1920er Jahren schloss Uber sich der NSDAP an. Für diese saß er im Provinziallandtag und im Kreistag. Außerdem saß er im Kreisausschuss und in der Landwirtschaftskammer sowie im Vorstand des schlesischen Landbundes und im Landesbauernrat von Schlesien. Im Schlesischen Bauernstand war er ab 1933 Fachberater für Erbhoffragen im Rang eines Kreisbauernführers. Hinzu kam die Mitgliedschaft in der Provinzialsynode.
Von 1932 bis zur Auflösung dieser Körperschaft im Herbst 1933 war Uber Mitglied des Preußischen Landtages. Anschließend saß er von November 1933 bis zum Ende der NS-Herrschaft im Frühjahr 1945 als Abgeordneter für den Wahlkreis 8 (Liegnitz) im nationalsozialistischen Reichstag.
Zum Ende des Zweiten Weltkriegs (oder kurz nach Kriegsende) geriet Uber in polnische Gefangenschaft, in der er bald nach Kriegsende ums Leben kam. Er wurde später auf Antrag seiner Angehörigen gerichtlich zum 31. Dezember 1946 für tot erklärt.